# Hollow Knight
Hollow Knight (с англ. — «Полый Рыцарь») — компьютерная игра в жанре метроидвания, разработанная и выпущенная австралийской инди-студией Team Cherry 24 февраля 2017 года для Windows. Месяцем позже была портирована разработчиками на Linux и macOS. Разработка игры была спонсирована через сервис Kickstarter.
Игра рассказывает о приключениях и открытиях безымянного рыцаря в давно заброшенном королевстве насекомых Халлоунест (англ. Hallownest). Некоторые критики назвали игру одной из самых атмосферных и качественных метроидваний, а также классикой жанра.

## Геймплей
Основная часть игрового процесса Hollow Knight завязана на исследовании мира игры, который включает в себя преодоление платформ, поиски секретов и боёв с встречающимися по дороге врагами. Игроку предстоит исследовать огромный цельный мир, используя особые улучшения для передвижения и уловки из боевой системы, например, отражение некоторых угроз ударами. Как и в любой метроидвании, во многих зонах есть преграды, которые можно преодолеть, лишь победив определённых боссов и получив улучшения, полученные с них. Таким образом игрокам придётся посещать уже исследованные зоны для поисков секретов или продвижения по сюжету. Некоторые зоны меняются по ходу сюжета, а потому повторное их посещение иногда приносит сюрпризы. Каждая зона соединена с другой несколькими переходами, а потому проходить игру можно по-разному. У каждой зоны есть своя карта, но изначально она недоступна. Для получения карты конкретной зоны нужно найти картографа в этой зоне и купить карту у него за местную валюту (или же взять её позже в магазине карт, но за бо́льшую цену), после чего самостоятельно её заполнять методом посещения локаций.
Боевая система основана на использовании главным героем гвоздя — местного аналога меча. Атаковать можно в четыре стороны: вверх, вниз, вправо, влево. Гвоздь может быть улучшен несколько раз у кузнеца, также можно изучить специальные приёмы владения гвоздём у мастеров боя при встрече с ними. Удары по врагам накапливают специальный ресурс душу (Soul) в специальный сосуд, который можно использовать либо на исцеление, либо на использование специальных приёмов.
Если игрок погибает, он теряет всю накопленную валюту и треть основного сосуда «души», и на месте смерти остаётся враждебная тень (Shade). Если убить тень, то игрок вернёт всю накопленную ранее валюту и главный сосуд души.

## Сюжет
Большая часть истории Hollow Knight рассказана не напрямую, а через предметы, таблички, мысли других персонажей и подобное. Также многие моменты истории рассказаны лишь намёками, и многие секретные зоны несут в себе не только улучшения, но зачастую и кусочек истории мира.
В начале игрок посещает город на поверхности Грязьмут. Этот город находится над руинами королевства и является недосягаемым для кошмаров, которые поглотили королевство. Игрок спускается вниз, чтобы исследовать что же произошло и найти ответы на вопросы. Большинство врагов — такие же жуки, которые потеряли свой разум, либо попали под контроль некой «Чумы». Игрок спускается всё глубже, и всё больше вещей становится понятным, и всё ужаснее последствия распространения Чумы. В конечном итоге открывается связь нашего героя и данного королевства, а также становится понятно истинное предназначение нашего героя: вместить причину Чумы внутри себя, заменив своего предшественника, тем самым остановив её распространение.
Однако, если открыть секретную концовку, у игрока есть возможность сразиться с божеством мотыльков Лучезарностью и уничтожить Чуму.

## Дополнения и переиздания
Всего к игре было выпущено три бесплатных дополнения: Hidden Dreams, The Grimm Troupe и Godmaster, также было выпущено одно крупное обновление Lifeblood. В каждом из них были добавлены несколько новых противников и предметов. Каждое из дополнений можно было свободно загружать после релиза. Даты релиза дополнений:
- Hidden Dreams — 3 августа 2017
- The Grimm Troupe — 26 октября 2017
- Lifeblood — 20 апреля 2018
- Godmaster — 23 августа 2018

Для PS4 и Xbox One было выпущено издание с подзаголовком Voidheart Edition, отличавшееся от оригинальной версии другим фоном главного меню. В этот же момент на остальные платформы был выпущен патч 1.4.3.2, добавивший данный фон в качестве доступного для выбора.

## Критика
| Сводный рейтинг       | Сводный рейтинг                 |
| Агрегатор             | Оценка                          |
| --------------------- | ------------------------------- |
| GameRankings          | - PC: 84,70 % - Switch: 89,65 % |
| Metacritic            | 86/100                          |
| Иноязычные издания    |                                 |
| Издание               | Оценка                          |
| Destructoid           | 10/10                           |
| PC Gamer (US)         | 92/100                          |
| Русскоязычные издания |                                 |
| Издание               | Оценка                          |
| StopGame.ru           | Изумительно                     |

Игра Hollow Knight получила положительные оценки критиков.
Destructoid поставили игре 10/10 и сказали «Игра не идеальна, ведь в мире не бывает ничего идеального. Но эта игра приблизилась к идеалу настолько близко, насколько это вообще возможно. Игра теперь является новым лидером в своём жанре, которую ещё предстоит превзойти, мы получили огромное наслаждение от её прохождения».
Журнал PC Gamer поставил оценку 92/100 с заключением «Hollow Knight — это новая классика жанра метроидвании, с наполненным и детальным миром, полным приключений и открытий». По итогам 2017 года издание присудило Hollow Knight звание «Лучший платформер года».
Игра была номинирована на The Game Awards 2017 в номинации «Лучший дебют инди-разработчика», в итоге уступив награду Cuphead, а также на премию BAFTA номинации «Лучшая дебютная игра», однако победителем стала Gorogoa.
Летом 2018 года, благодаря уязвимости в защите Steam Web API, стало известно, что точное количество пользователей сервиса Steam, которые играли в игру хотя бы один раз, составляет 999 648 человек.

## Продолжение
14 февраля 2019 года было объявлено о разработке игры Hollow Knight: Silksong, которая описывалась как продолжение Hollow Knight.